# Menuites terminus
Menuites terminus is een uitgestorven ammoniet die leefde tijdens het laat-maastrichtien. De wetenschappelijke naam is voor het eerst geldig gepubliceerd door Ward en Kennedy in 1993.

## Kenmerken
Menuites terminus kan een diameter van 315 millimeter hebben en de schelp heeft een nauwe diepe navel. De diepte van de navel bedraagt ongeveer vijftien procent van de diameter. De wand van de navel is hoog en loopt schuin af en de navelrand is abrupt afgerond. De grootste breedte van de doorsnede van de winding bevindt zich hier net boven. Deze doorsnede is driehoekig en matig gedrongen. De buitenflank van de winding is afgeplat terwijl de binnenflank eerder gewelfd is. De buitenflank gaat over in een breed afgeronde ventrale zijde.
De oudste windingen zijn versierd met brede prosiradiale ribben. Tussen deze ribben zit een soort tussenruimte die begint aan de rand van de navel. De groeilijnen staan dicht op elkaar. Bij een diameter groter dan 250 millimeter bevat de schelp ongeveer 60 tot 65 ribben per winding. De ribben zijn het minst zichtbaar op de ventrale schouders en de buitenflank maar de zichtbaarheid van de ribben neemt al af bij de woonkamer en op jongere delen van het fragmocoon.

## Verspreiding
Er zijn fossielen van Menuites terminus gevonden in Azerbeidzjan, Bulgarije, Denemarken, Nederland, Polen en Zuid-Afrika. De in Nederland aangetroffen exemplaren zijn aangetroffen op de Sint-Pietersberg en de voormalige groeve Blom. Mogelijk zijn er meer in Nederland gevonden fossielen die tot de soort Menuites terminus gerekend kunnen worden.